# چیپ جوهانسن
جرج اف."چیپ" جوهانسِـن (به انگلیسی: George F. "Chip" Johannessen) (به اختصار:چیپ جوهانسن) نویسنده، تدوینگر و تهیه‌کننده اهل آمریکا است.